# Saison 1963-1964 du FC Nantes
Chronologie
Saison précédente Saison suivante
La saison 1963-1964 du FC Nantes est la 21e saison de l'histoire du club nantais. Le club est engagé dans trois compétitions officielles: Division 1 (1re participation), Coupe de France (21e participation) et Coupe de la Ligue ancienne version (1re participation).

## Effectif et encadrement

### Transferts
| Nom                | Nationalité | Poste     | Modalités | Provenance/Destination | Division           |
| ------------------ | ----------- | --------- | --------- | ---------------------- | ------------------ |
| Arrivées           |             |           |           |                        |                    |
| Roger Moine        | France      | Gardien   |           | AS Cherbourg           | Division 2 (D2)    |
| Gabriel De Michèle | France      | Défenseur |           | FC Nantes rés.         | DH - Ouest (D4)    |
| Louis Rault        | France      | Défenseur |           |                        |                    |
| Jacky Simon        | France      | Attaquant |           | AS Cherbourg           | Division 2 (D2)    |
| Départs            |             |           |           |                        |                    |
| Raymond Fiori      | France      | Défenseur |           | Retraite sportive      |                    |
| Pancho Gonzales    | Argentine   | Défenseur |           | Retraite sportive      |                    |
| Frantz Edom        | France      | Milieu    |           | AS Angoulême           |                    |
| Yvon Jublot        | France      | Milieu    |           | Retraite sportive      |                    |
| Lionel Lamy        | France      | Milieu    |           | FC Nantes rés.         | CFA - Ouest (D3)   |
| Jean Markiewicz    | France      | Milieu    |           | Olympique de Marseille | Division 2 (D2)    |
| Roger Pohon        | France      | Milieu    |           |                        |                    |
| Claude Corbel      | France      | Attaquant |           |                        |                    |
| Jean-Claude Lhomme | France      | Attaquant |           | AS Cherbourg           | Division 2 (D2)    |
| André Strappe      | France      | Attaquant |           | SEC Bastia             | CFA - Sud-Est (D3) |

| Nom                | Nationalité | Poste     | Modalités   | Provenance/Destination | Division        |
| ------------------ | ----------- | --------- | ----------- | ---------------------- | --------------- |
| Arrivées           |             |           |             |                        |                 |
| Robert Budzynski   | France      | Défenseur | (novembre)  | RC Lens                | Division 1 (D1) |
| Ramon Muller       | Argentine   | Milieu    | (janvier)   | RC Strasbourg          | Division 1 (D1) |
| Robert Siatka      | France      | Milieu    | (septembre) | Stade de Reims         | Division 1 (D1) |
| Départs            |             |           |             |                        |                 |
| Jean-Jacques Simon | France      | Défenseur | ?           | AS Cherbourg           | Division 2 (D2) |

## Compétitions

### Division 1
| Date                        | Journée | Adversaire               | Lieu | Score | Buteurs du FC Nantes                                                      | Class. | Affluence        |
| --------------------------- | ------- | ------------------------ | ---- | ----- | ------------------------------------------------------------------------- | ------ | ---------------- |
| Dimanche 1er septembre 1963 | J01     | UA Sedan-Torcy           | Dom. | 2 - 2 | Simon 11e, Santos 29e                                                     | 6      | 11.906           |
| Dimanche 8 septembre 1963   | J02     | RC Paris                 | Ext. | 0 - 3 | -                                                                         | 16     | 14.837           |
| Vendredi 13 septembre 1963  | J03     | US Valenciennes-Anzin    | Dom. | 3 - 1 | Boukhalfa 15e 28e, Couronne 71e                                           | 12     | 11.033           |
| Samedi 21 septembre 1963    | J04     | Toulouse FC              | Ext. | 0 - 1 | -                                                                         | 16     | 8.740            |
| Dimanche 6 octobre 1963     | J05     | AS Monaco FC             | Dom. | 1 - 3 | Santos 48e                                                                | 16     | 13.909           |
| Samedi 12 octobre 1963      | J06     | Olympique lyonnais       | Dom. | 3 - 1 | Gondet 4e, Santos 44e, Suaudeau 75e                                       | 13     | 12.471           |
| Samedi 19 octobre 1963      | J07     | Angers SCO               | Dom. | 1 - 0 | Simon 51e                                                                 | 13     | 15.917 ou 15.907 |
| Vendredi 1er novembre 1963  | J08     | Nîmes Olympique          | Ext. | 0 - 3 | -                                                                         | 14     | 6.030            |
| Dimanche 3 novembre 1963    | J09     | Stade de Reims           | Dom. | 0 - 0 | -                                                                         | 14     | 13.713           |
| Mercredi 13 novembre 1963   | J10     | Stade français FC        | Ext. | 0 - 4 | -                                                                         | 15     | 2.936            |
| Dimanche 17 novembre 1963   | J11     | RC Lens                  | Dom. | 2 - 1 | Boukhalfa 55e, Guillot 69e                                                | 14     | 7.489            |
| Dimanche 24 novembre 1963   | J12     | FC Rouen                 | Ext. | 2 - 5 | Boukhalfa 16e, Guillot 43e                                                | 16     | 7.560            |
| Dimanche 1er décembre 1963  | J13     | OGC Nice                 | Dom. | 3 - 0 | Simon 15e, Couronne 33e, Blanchet 84e                                     | 13     | 8.530            |
| Dimanche 8 décembre 1963    | J14     | AS Saint-Étienne         | Ext. | 1 - 6 | Gondet 63e                                                                | 14     | 9.106            |
| Dimanche 15 décembre 1963   | J15     | Stade rennais UC         | Dom. | 2 - 1 | Siatka 20e, Boukhalfa 53e                                                 | 12     | 11.419           |
| Dimanche 22 décembre 1963   | J16     | FC Girondins de Bordeaux | Ext. | 0 - 2 | -                                                                         | 14     | 8.087            |
| Dimanche 29 décembre 1963   | J17     | RC Strasbourg            | Ext. | 0 - 0 | -                                                                         | 14     | 9.858            |
| Dimanche 5 janvier 1964     | J18     | RC Strasbourg            | Dom. | 2 - 1 | Santos 25e, Gondet 38e                                                    | 12     | 7.840            |
| Dimanche 19 janvier 1964    | J19     | UA Sedan-Torcy           | Ext. | 0 - 2 | -                                                                         | 15     | 2.891            |
| Dimanche 26 janvier 1964    | J20     | RC Paris                 | Dom. | 1 - 0 | Boukhalfa 68e                                                             | 11     | 12.386           |
| Dimanche 2 février 1964     | J21     | US Valenciennes-Anzin    | Ext. | 0 - 0 | -                                                                         | 12     | 4.457            |
| Dimanche 16 février 1964    | J22     | Toulouse FC              | Dom. | 2 - 2 | Bout 75e, Guillot 90e                                                     | 10     | 8.788            |
| Dimanche 23 février 1964    | J23     | AS Monaco FC             | Ext. | 1 - 3 | Guillot 50e                                                               | 14     | 4.205            |
| Dimanche 8 mars 1964        | J24     | Olympique lyonnais       | Ext. | 1 - 1 | Gondet 12e                                                                | 12     | 5.410            |
| Dimanche 15 mars 1964       | J25     | Angers SCO               | Ext. | 3 - 3 | Simon 36e 41e, Gondet 74e                                                 | 13     | 11.354           |
| Samedi 28 mars 1964         | J26     | Nîmes Olympique          | Dom. | 2 - 1 | Simon 1re 26e                                                             | 12     | 12.838           |
| Mercredi 1er avril 1964     | J27     | RC Lens                  | Ext. | 0 - 2 | -                                                                         | 14     | 6.582            |
| Samedi 4 avril 1964         | J28     | Stade de Reims           | Ext. | 1 - 1 | Muller 42e                                                                | 14     | 10.059           |
| Samedi 11 avril 1964        | J29     | Stade français FC        | Dom. | 3 - 1 | Simon 20e, Blanchet 41e, Gondet 51e                                       | 13     | 13.631           |
| Mercredi 29 avril 1964      | J30     | FC Rouen                 | Dom. | 7 - 1 | Couronne 2e, Simon 52e 64e 76e, Gondet 61e, Bruat 62e (csc), · Muller 87e | 9      | 4.627            |
| Dimanche 3 mai 1964         | J31     | OGC Nice                 | Ext. | 2 - 1 | Guillot 70e, Muller 74e                                                   | 9      | 5.501            |
| Dimanche 17 mai 1964        | J32     | AS Saint-Étienne         | Dom. | 1 - 3 | Muller 77e                                                                | 10     | 13.179           |
| Dimanche 31 mai 1964        | J33     | FC Girondins de Bordeaux | Dom. | 4 - 1 | Guillot 36e 61e, Muller 48e, Couronne 76e                                 | 7      | 7.526            |
| Dimanche 7 juin 1964        | J34     | Stade rennais UC         | Ext. | 1 - 3 | Blanchet 24e                                                              | 8      | 9.383            |

### Coupe de France
| Date                     | Tour            | Adversaire               | Niveau            | Lieu   | Score | Buteurs du FC Nantes                                | Affluence |
| ------------------------ | --------------- | ------------------------ | ----------------- | ------ | ----- | --------------------------------------------------- | --------- |
| Dimanche 12 janvier 1964 | 1/32e de finale | Stade camblanais         | DH Sud-Ouest (D4) | Neutre | 7 - 0 | Gondet 15e, Simon 58e 63e 69e 73e 74e, Couronne 68e | 2.801     |
| Dimanche 9 février 1964  | 1/16e de finale | UA Sedan-Torcy           | D1                | Neutre | 1 - 0 | Gondet 26e                                          | 3.407     |
| Dimanche1er mars 1964    | 1/8e de finale  | RC Strasbourg            | D1                | Neutre | 1 - 0 | Guillot 20e                                         | 16.189    |
| Dimanche 22 mars 1964    | 1/4 de finale   | OGC Nice                 | D1                | Neutre | 4 - 1 | Blanchet 6e, Guillot 46e 75e, Gondet 67e            | 8.423     |
| Dimanche19 avril 1964    | 1/2 de finale   | FC Girondins de Bordeaux | D1                | Neutre | 0 - 2 | -                                                   | 16.603    |

### Coupe de la Ligue (ancienne formule)
| Date                  | Tour | Adversaire       | Niveau | Lieu | Score | Buteurs du FC Nantes | Affluence |
| --------------------- | ---- | ---------------- | ------ | ---- | ----- | -------------------- | --------- |
|                       | J01  | Stade rennais UC | D1     | Ext. | 4 - 2 |                      |           |
| Mercredi 7 août 1963  | J02  | Angers SCO       | D1     | Dom. | 1 - 1 |                      | 4.757     |
|                       | J03  | Stade rennais UC | D1     | Dom. | 2 - 2 |                      |           |
|                       | J04  | AS Cherbourg     | D2     | Ext. | 1 - 1 |                      |           |
| Mercredi 21 août 1963 | J05  | Angers SCO       | D1     | Ext. | 3 - 1 |                      | 3.500     |
|                       | J06  | AS Cherbourg     | D2     | Dom. | 4 - 3 |                      |           |

| Rang | Équipe            | Pts | J | G | N | P | Bp | Bc | Diff |
| ---- | ----------------- | --- | - | - | - | - | -- | -- | ---- |
| 1    | FC Nantes         | 9   | 6 | 3 | 3 | 0 | 15 | 10 | +5   |
| 2    | Angers SCO        | 7   | 6 | 3 | 1 | 2 | 13 | 9  | +4   |
| 3    | Stade rennais UC  | 7   | 6 | 3 | 1 | 2 | 17 | 14 | +3   |
| 4    | AS Cherbourg (D2) | 1   | 6 | 0 | 1 | 5 | 11 | 23 | -12  |

| Date                       | Tour                   | Adversaire | Niveau | Lieu | Score | Buteurs du FC Nantes | Affluence |
| -------------------------- | ---------------------- | ---------- | ------ | ---- | ----- | -------------------- | --------- |
| Mercredi 18 septembre 1963 | 1/4 de finale - aller  | FC Rouen   | D1     |      | 2 - 5 |                      |           |
| Samedi 28 septembre 1963   | 1/4 de finale - retour | FC Rouen   | D1     |      | 2 - 0 |                      |           |

## Statistiques

### Statistiques collectives
| Compétition       | Débute au tour  | Termine       | Matches joués | Gagnés | Nuls | Perdus | Buts pour | Buts contre | Différence |
| ----------------- | --------------- | ------------- | ------------- | ------ | ---- | ------ | --------- | ----------- | ---------- |
| Division 1        | -               | 8e            | 34            | 13     | 8    | 13     | 51        | 59          | -8         |
| Coupe de France   | 1/32e de finale | 1/4 de finale | 5             | 4      | 0    | 1      | 13        | 3           | +10        |
| Coupe de la Ligue | Phase de poules | 1/4 de finale | 8             | 4      | 3    | 1      | 19        | 15          | +4         |
| Total             | -               | -             | 47            | 21     | 11   | 15     | 83        | 77          | +6         |

## Affluence
L'affluence à domicile du FC Nantes atteint un total de 187.202 spectateurs en 17 rencontres de Division 1, soit une moyenne 11.012/match.
Affluence du FC Nantes à domicile